# Comuna Gunja, Vukovar-Srijem
Gunja este o comună în cantonul Vukovar-Srijem, Croația, având o populație de 3.732 de locuitori (2011).

## Demografie
Componența etnică a comunei Gunja
     Croați (60,13%)
     Bosniaci (29,69%)
     Sârbi (3,32%)
     Necunoscut (0,29%)
     Neclasificat (6,14%)
Componența confesională a comunei Gunja
     Catolici (58,84%)
     Musulmani (34,7%)
     Ortodocși (4,34%)
     Necunoscută (1,34%)
     Alte religii (0,75%)
Conform recensământului din 2011, comuna Gunja avea 3.732 de locuitori. Din punct de vedere etnic, majoritatea locuitorilor (60,13%) erau croați, existând și minorități de bosniaci (29,69%) și sârbi (3,32%). Apartenența etnică nu este cunoscută în cazul a 0,29% din locuitori. Din punct de vedere confesional, majoritatea locuitorilor (58,84%) erau catolici, existând și minorități de musulmani (34,7%) și ortodocși (4,34%). Pentru 1,34% din locuitori nu este cunoscută apartenența confesională.